# Percival Puggina
Percival Oliveira Puggina (Santana do Livramento, 17 de dezembro de 1944) é um político, arquiteto, escritor e jornalista brasileiro.

## Biografia
Filho de Adolfo Puggina e Eloah Oliveira, é especialista em Doutrina Social da Igreja, sendo um dos maiores críticos da Teologia da Libertação.
Criou a Fundação Tarso Dutra de Estudos Políticos e Administração Pública, órgão do Partido Progressista. Participou também da série Brasil Paralelo.
É membro da Academia Rio-Grandense de Letras.
Na política, Puggina foi candidato a deputado estadual no Rio Grande do Sul em 1994 e a vice-prefeito de Porto Alegre em 1996.
A partir dos anos 80, dedicou-se, também, à atividade literária e à crônica política, escrevendo, semanalmente para centenas de jornais, revistas, sites e blogs em todo o país. Tem milhares de textos e ensaios publicados desde então. Em 2002, criou a empresa Texto e Contexto Comunicação Ltda., da qual é diretor. Em 2014 desfiliou-se do Partido Progressista
Em 2022, recebeu a Medalha do Mérito Farroupilha.

## Jornalismo
Escreve, semanalmente, artigos para vários jornais do Rio Grande do Sul, entre eles Zero Hora, além de escrever o seu próprio blog e em outros websites de expressão nacional, a exemplo do Mídia Sem Máscara, Diário do Poder, Tribuna da Internet. Sua coluna é reproduzida por mais de uma centena de jornais.

## Obras
- Crônicas contra o totalitarismo[8]
- Cuba, a tragédia da utopia[9]
- Pombas e Gaviões, Editora AGE[10]
- A tomada do Brasil pelos maus brasileiros, Editora Concreta[11]
- Obra coletiva Desconstruindo Paulo Freire, Edição História Expressa[12]
- Obra coletiva Lanterna na proa Roberto Campos ano 100, Editora Resistência Cultural[13]